# 백년의 신부
《백년의 신부》는 2014년 2월 22일부터 4월 12일까지 방영된 주말 드라마 스페셜이다.

## 등장 인물

### 주요 인물
- 양진성 : 나두림 / 장이경 역
- 이홍기 : 최강주 역 (아역 : 전진서,나규민)

### 그 외 인물
- 남정희 : 박순복 역
- 박진주 : 오진주 역
- 최일화 : 최일도 역
- 김서라 : 김명희 역
- 정해인 : 최강인 역
- 장아영 : 이루미 역
- 강태환 : 김비서 역
- 성혁 : 장이현 역
- 신은정 : 마재란 역
- 김아영 : 성주신 역
- 김유정 : 리앤 역
- 임병기 : 장집사 역
- 권은아 : 안동댁 역
- 허성태

## O.S.T
《백년의 신부 OST》는 대한민국의 2014년 4월 12일에 발매했다. CJ E&M 배급하며, 이홍기, 초아, 이재진, 투영, 전근화 등이 참여하였다. 이홍기와 초아가 각각 참여했다.
1. 들어와 - 이재진(FT 아일랜드)
2. 아직 하지 못한 말 - 이홍기(FT 아일랜드)
3. 아직 하지 못한 말 - 초아(AOA)
4. My Girl - 투영
5. 아나요 - 전근화
6. 들어와 (Inst.)
7. 아직 하지 못한 말 [이홍기 Ver. (Inst.)]
8. 백년의 신부
9. 비밀의 열쇠
10. Rise In The World
11. Walk Around
12. 백년의 저주
13. 두근 두근 나두림
14. Grey Shadow
15. Hundreds Steps
16. Mournful Eyes
17. Savior Of Hell

## 시청률
| 2012년 | 2012년   | 2012년         |
| 회차   | 방송일   | AGB닐슨 시청률 |
| ------ | -------- | -------------- |
| 제1회  | 2월 22일 | 0.474%         |
| 제2회  | 2월 23일 | 0.399%         |
| 제3회  | 3월 1일  | 0.764%         |
| 제4회  | 3월 2일  | 0.844%         |
| 제5회  | 3월 8일  | 0.762%         |
| 제6회  | 3월 9일  | 0.973%         |
| 제7회  | 3월 14일 | 0.611%         |
| 제8회  | 3월 15일 | 1.062%         |
| 제9회  | 3월 21일 | 1.311%         |
| 제10회 | 3월 22일 | 1.451%         |
| 제11회 | 3월 28일 | 1.123%         |
| 제12회 | 3월 29일 | 1.349%         |
| 제13회 | 4월 4일  | 0.952%         |
| 제14회 | 4월 5일  | 1.044%         |
| 제15회 | 4월 11일 | 0.942%         |
| 제16회 | 4월 12일 | 1.052%         |

## 참고 사항
- 공식 홈페이지에서는 방영분의 다시보기 서비스를 일시적으로 중단하였다.